# Beautiful That Way
Beautiful That Way ist ein Lied von Miley Cyrus, Lykke Li und Andrew Wyatt. Der Song entstand für das Filmdrama The Last Showgirl von Gia Coppola, der Text bezieht sich auf die titelgebende Protagonistin und wurde Anfang Dezember 2024 veröffentlicht.

## Entstehung
Beautiful That Way wurde von Miley Cyrus, Lykke Li und Andrew Wyatt geschrieben. Wie die andere Musik für The Last Showgirl komponierte Wyatt auch die Musik für diesen Song. Er ist ein langjähriger Freund von Cyrus. Gemeinsam arbeiteten sie in der Vergangenheit für ihren Song Slide Away zusammen.
In den Filmdrama von Gia Coppola, das am 13. Dezember 2024 in die US-Kinos kommt, spielt Pamela Anderson eine gealterte Revuetänzerin, die sich nach der Schließung ihrer Show in Las Vegas neu zurechtfinden und überlegen muss, was sie als Nächstes tun soll. „Dieses Lied ist dem Film gewidmet und konzentriert sich auf die Geschichte, die Gia und Pam erzählen“, so Cyrus. Die Sängerin erklärte, die Schauspielerin sei eine prägende Person ihrer Kindheit gewesen: „Pamela ist in meinen frühesten Erinnerungen mit meiner Mutter tief verankert. Wir beide haben Pam verehrt und tun es immer noch. Ich habe die Emotionen, die ich für die Zeit mit meiner Mutter empfinde, und die wenigen Momente, die wir mit Pam verbringen durften, mitgenommen. Ich habe viel darüber nachgedacht, was dieser Film für sie bedeutet, nicht nur als Schauspielerin, sondern als der besondere Mensch, der sie ist.“

## Veröffentlichung
Beautiful That Way wurde am 9. Dezember 2024 veröffentlicht. Der Song ist auch als letzter Track auf dem Soundtrack-Album  zum Film The Last Showgirl enthalten, das am 20. Dezember 2024 von Milan Records als Download veröffentlicht wird.

## Auszeichnungen
Critics’ Choice Movie Awards 2025
- Nominierung als Bestes Lied (Miley Cyrus)[6]

Golden Globe Awards 2025
- Nominierung als Bester Filmsong (Miley Cyrus, Lykke Li und Andrew Wyatt)

Hollywood Music in Media Awards 2024
- Auszeichnung als Bester Song – Independent-Film[7]

Las Vegas Film Critics Society Awards 2024
- Auszeichnung als Bester Song[8]

Society of Composers & Lyricists Awards 2025
- Nominierung als Bester Song – Dramatic or Documentary Visual Media Production (Andrew Wyatt, Lykke Li und Miley Cyrus)[9]